# Anton Dominik Fernkorn
Anton Dominik Ritter von Fernkorn (Erfurt, 17. ožujka 1813. - Beč, 15. studenoga 1878.), bio je njemačko-austrijski kipar. 

## Životopis
Hrvatskom kiparstvu u prvoj polovici 19. stoljeća nedostaje domaćih umjetnika te se naručitelji radije obraćaju stranim kiparima. Jedan od njih bio je i tada vodeći bečki kipar i ljevač Anton Dominik Fernkorn. Rođen u Njemačkoj 1813. svoje je školovanje proveo u Münchenu u atelijeru S. B. Stiglmaiera i Ludwiga Schwanthalera surađujući s Bertelom Thorwaldsenom i C. R. Schwantalerom. Naučeno je Fernkorn prenio u vlastitu radionicu k. k. Kunsterzgiesserei gdje je ostvarivao svoja kiparska djela ugledajući se, kao i njegovi suvremenici, na harmoniju antičke i renesansne umjetnosti, ali dodajući i elemente izvedene pod utjecajem barokne umjetnosti. Bio je kipar koji je izrađivao u raznim materijalima, ali najveći broj njegovih djela izveden je u bronci. Iako je izrađivao raznu arhitekturnu i dekorativnu plastiku te portretne biste, plakete i medalje, najviše je cijenjen zbog unošenja živahnosti i poleta u izradu javne plastike. Proučavajući uživo ponašanje i izgled konja, Fernkorn je uspio ostvariti monumentalne konjaničke statue. Većinu vremena proveo je rješavajući probleme učvršćivanja propetih konja izlijevajući ih u broncu, ali i istraživanjem određene povijesne osobe čiji je spomenik trebao izvesti. Budući da nije nikada polazio likovnu akademiju, njegovi su radovi često bili predmet kritike te zbog slabog mentalnog zdravlja naposljetku umire u Sankt Radegundu kraj Graza 1878. godine ostavljajući iza sebe veliki opus kiparskih djela. 
Spomenike i portrete ostvario je u Beču, Heiligenstadtu, Ljubljani, Trstu i Budimpešti, a opusom je uspio sjediniti akademski realizam s neoklasicističkim i baroknim stilskim značajkama.

## Kiparska ostvarenja Antona Dominika Fernkorna
Budući da Anton Dominik Fernkorn dolazi u Beč 1840. godine, njegova prva djela nastaju u suradnji s ondašnjim poznatim kiparom J. Preulethnerom. Njegova najranija kiparska ostvarenja ukazuju na ugledanje na različite uzore iz povijesti umjetnosti. Poznavanje talijanske rane renesanse očituje se na njegovoj seriji reljefa „Križni put“ koje lijeva u Blanskom. Prisutnost antičkih uzora uočljivo je na modelu dekorativne figure „Ples“ napravljene pedesetih godina 19. stoljeća. 

### Konjaničke statue
Konjaničke statue ubrajaju se u najvažnija kiparska ostvarenja Antona Dominika Fernkorna. Za hrvatski kontekst važno je njegovo djelo „Sv. Juraj ubija zmaja“ koju radi za bečku palaču Montenuovo 1853. godine. Nagradu u Parizu dobio je drugi cinčani odljev tog djela, a 1867. godine skulpturu otkupljuje Juraj Haulik i postavlja je u perivoj Jurjaves (današnji Maksmir). Skulptura je nakon toga bila postavljena u parku iza Akademijine palače na Akademskom trgu, a danas se nalazi na Trgu Republike Hrvatske kod Hrvatskog narodnog kazališta.
Osim skulpture „Sv. Juraj ubija zmaja“ Fernkorn je radio i druge konjaničke spomenike. Godine 1847. oblikuje statuetu nadvojvode Karla bez stijega za dekoraciju sata po narudžbi tvorničara bronce Davida Höllenbacha.  Godinu kasnije izvodi prvi model sa stijegom, a 1858. završava svoje najbolje djelo za koje je ukupno izliveno osam dijelova - spomenik nadvojvode Karla podignut je u čast važne uloge koju je odigrala Austrija u obrani od Napoleona. Na glavnom Trgu heroja (Heldenplatz) osim spomenika nadvojvode Karla nalazi se i spomenik princu Eugenu Savojskom postavljen na trg 1865. godine i komemorira slavnu Habsburšku pobjedu nad Turcima te spas kršćanstva od muslimanske vjere. Oba spomenika izvedena su iz Fernkornovog najčešće korištenog materijala – bronce. U Muzeju za umjetnost i obrt u Zagrebu nalaze se statuete ta dva spomenika.
Za naš kontekst najvažniji spomenik koji izvodi ovaj austrijski kipar brončani je spomenik banu Josipu Jelačiću. Ban Josip Šokčević naredio je da „Odbor za podignuće spomenika“ raspiše natječaj za spomenik banu te je tražio da spomenik bude u formi konjaničke statue te da Jelačić bude odjeven u odijelo koje je imao prilikom odlikovanja u bana 1848. godine. Spomenik je trebao biti izrađen od mjedi, a podnožje od moslavačkog granita te postavljen u središte grada. Na natječaj je, uz Fernkornov rad, pristigao i rad Vatroslava Doneganija čiji model nije bio prihvaćen. Za razliku od Fernkornovih bečkih konjičkih statua izvedenih u neobaroknom stilu, spomenik banu Josipu Jelačiću pripada paradnom tipu konjaničkog spomenika. Takav tip „koračajućih“ konja uvodi njemački kipar Cristian Daniel Rauch poznat po konjaničkom spomeniku Friedrichu Velikom u Berlinu. Kao uzor Rauchu su poslužili „Gattamelata“ u Padovi, kipara Donatella i konjanička statua Colleonija, Andree Verocchia. Ovakav tip renesansnog, klasičnog konjanika preuzelo je velik broj kipara 19. stoljeća. Spomenik banu Josipu Jelačiću bio je prvijenac javne monumentalne plastike u Zagrebu. Portret bana izveden je prema njegovom točnom izgledu, no nikakvi psihološki elementi nisu uneseni u prikaz. Na postamentu spomenika nalaze se dvije ploče: s prednje strane: „Ban Jelačić, 1848.“, a sa stražnje strane postavljen je grb obitelji Jelačić. Spomenik je napokon otkriven 16. prosinca 1866. i stajao je na glavnom trgu kao simbol grada preko osamdeset godina. Ispočetka je bio postavljen prema sjeveru jer je, kako saznajemo iz pisma Fernkorna, htio da Jelačić bude okrenut prema življem dijelu grada kako je uvažavano u projektima većine gradskih trgova. Godine 1947. protuzakonito je srušen, a ostatke spomenika spasio je Antun Bauer (dugogodišnji ravnatelj Gliptoteke) koji je razmontirane dijelove spomenika dao unijeti u podrum te muzejske institucije. Kip je ceremonijalno vraćen na trg 1990. godine, no postavljen prema jugu zbog širenja grada prema toj strani.

### Ostali javni spomenici
Fernkorn nije bio poznat samo po izgradnji konjaničkih statua. Tako je u spomen na bitku kod Asperna, prema narudžbi nadvojvode Albrechta, oblikovao model „Lava iz Asperna“ 1857. godine. Godinu dana kasnije njegovi su ga suradnici isklesali prema njegovom modelu i spomenik se danas nalazi ispred crkve sv. Martina u predgrađu Beča. Na postamentu je natpis: „U spomen austrijskim vojnicima koji su časno poginuli u bitci 21. i 22. svibnja 1809. godine.“ Kao uzor za ovaj spomenik poslužio mu je „Lav iz Luzerna“ danskog kipara Bertela Thorwaldsena iz 1820. godine, no Fernkorn je svojem lavu dao više životnosti pažljivo izrađujući mnogobrojne skice prije konačnog modela.
Godine 1858. Fernkorn radi skulpture za zdenac „Donauweibchenbrunnen“ Heinricha von Ferstela koji se nalazi u palači Ferstel u Beču. Ispod plitke posude oko središnjeg stupa zdenca zagrljeno plešu tri vile jezerkinje, iznad zdjele smještene su tri figure koje prepoznajemo po njihovim atributima – Prodavač, Brodograditelj i Ribar. Na vrhu se nalazi skoro naga ženska figura koja u ruci drži ribu. 
Zagrebački gradski magistar otkupio je od Phönningera Fernkornovu Madonnu Immaculatu odlivenu u cinku. Skulptura je postavljena 1880. godine u sklopu zdenca Hermana Bolléa na zagrebačkom Kaptolu gdje se i danas nalazi. Osim Bogorodice u zdenac su uklopljena i četiri anđela koji utjelovljuju kršćanske kreposti – Vjeru, Nevinost, Ljubav i Poniznost te su također iz bečke ljevaonice. Zdenac od bijelog kamena klesao je Tenniers iz Trsta, a skulpture pozlatio Wagmeister iz Zagreba.

### Spomen – biste
Tijekom godina Anton Dominik Ferkorn izrađuje niz portretnih poprsja. U kolekciju tih spomen bisti ubrajaju se mnogobrojne male biste bana Jelačića, spomen biste cara Franje Josipa I, Ludwiga van Beethovena, Karla Ludwiga Freiherra von Brücka, grofa Lavala Nugenta i mnogih drugih. Biste su frontalno postavljene i realistički obrađene po uzoru na antička, rimska portretna poprsja vladara i bogova. Danas se njegove biste nalaze po raznim muzejima u Hrvatskoj i Austriji.

## Djela u Hrvatskoj
- spomenik banu Jelačiću u Zagrebu, prvi put postavljen je 16. prosinca 1866. godine,[10][11] uklonjen 1947. godine, a 16. listopada 1990. godine ponovno vraćen na Trg bana Jelačića,
- kip Sv. Jurja koji ubija zmaja,
- reljef Merkura na Trgu bana Jelačića u Zagrebu,
- "Madona s četiri anđela", postavljena iznad Schmidt-Bolléove fontane ispred zagrebačke katedrale 1873. godine,
- "Zmajevi", 1863. – 1864., na Trsatu u Rijeci.

## Galerija
- Sv. Juraj ubija zmaja, 1853., postavljen u Zagrebu 1867.
- Lav iz Asperna, Beč, 1858.
- Spomenik nadvojvodi Karlu, Beč, 1859.
- Dva baziliska, Trsat, 1864.
- Kip Merkura na Hotelu Dubrovnik, Zagreb
- Spomenik banu Josipu Jelačiću, Zagreb, 1866.
- Kip Higeje u Karlovim Varima, postavljen 1879.
- Bl. Djevica Marija s 4 anđela, Zagreb, postavljeno 1882.
- Spomenik Eugenu Savojskom, Beč, 1865.
- Beethovenov spomenik, Beč